# Нурица Матосян
Нурица Матосян (на английски: Nouritza Matossian) е кипърско-британска (от арменски произход) писателка (авторка на биографии), актриса, сценаристка, телевизионна операторка и активистка за човешки права.
Пише книги за изкуствата, съвременната музика и историята на Армения.

## Биография и творчество
Нурица Матосян е родена на 24 април 1945 г. в Никозия, Кипър. Прекарва детството си в Кипър със своето арменско семейство. Учи в Англия, където завършва с отличие философия в Бедфорд Колидж на Лондонския университет. След това следва музика, театър и мим в Дартингтън и Париж.
Владее 9 езика. Омъжена е за композитора и архитект Ролф Гелхаар.
Тя организира Кипърската музикална работилница в Лапатос през 1973 г., представяйки съвременна музика в поредица от концерти в Белапаис, Куриум, Саламина и Никозия преди турската инвазия в Кипър.
Първата ѝ книга „Iannis Xenakis“ (Янис Ксенакис) е издадена през 1981 г. Книгата е биография и критично изследване за гръцкия композитор Янис Ксенакис, източник за неговия живот, архитектура и музика, базирана на десетгодишно x сътрудничество с него. По-късно авторката го адаптира в 50-минутния документален филм за BBC2 „Something Rich and Strange“ (Нещо богато и странно).
През 1998 г. е издадена книгата ѝ „Black Angel, The Life of Arshile Gorky“ (Черен ангел, животът на Аршил Горки). Тя е написана след двайсет години изследвания, включително и пътувания до Армения, за живота и творчеството на американски художник от арменски произход Аршил Горки, един от основоположниците на абстрактния сюрреализъм. Книгата вдъхновява създаването на наградения филм на режисьора Атом Егоян и „Мирамакс“ – „Арарат“. Тя, като консултант на Егоян, е модел за главната женска роля на Ани Вюрхуне.
Въз основа на книгата тя пише независимата пиеса за живота на Аршил Горки „Двойният живот на Аршил Горки“ от гледна точка на четирите му любими жени, която се изпълнява в различни страни по света. В Армения се изпълнява едновременно на два езика.
Тя участва в предавания на Би Би Си и пише за няколко вестника и списания, включително „Индипендънт“, „Гардиън“, „Икономист“ и „Обзървър“. В периода 1991 – 2000 г. е почетно аташе по културата на арменското посолство в Лондон. После работи като директор на Арменския институт в Лондон.
Нурица Матосян живее в Англия.

## Произведения
- Iannis Xenakis (1981) – издаден и като „Xenakis“ (1985, 1991, 2005)
- Black Angel, The Life of Arshile Gorky (1998)